# جنگ ستارگان: قسمت اول – تهدید شبح
جنگ ستارگان: قسمت اول – تهدید شبح (انگلیسی: Star Wars: Episode I – The Phantom Menace) یک فیلم آمریکایی در ژانر اپرای فضایی حماسی به نویسندگی و کارگردانی جرج لوکاس است که در سال ۱۹۹۹ منتشر شد. تولید این فیلم بر عهدهٔ لوکاس‌فیلم بوده و به‌وسیلهٔ استودیو قرن بیستم توزیع شده است. لیام نیسون، ایوان مک‌گرگور، ناتالی پورتمن، جیک لوید، ایان مک‌دیارمید، آنتونی دنیلز، کنی بیکر، پرنیلا آگوست و فرانک اوز بازیگران فیلم هستند. این چهارمین فیلم در مجموعهٔ فیلم‌های جنگ ستارگان است و به‌ترتیب داستانی اولین قسمت از «حماسهٔ اسکای‌واکر» محسوب می‌شود. این فیلم ۳۲ سال قبل از سه‌گانهٔ اصلی (۱۳ سال قبل از تأسیس امپراتوری کهکشانی) و در دورهٔ جمهوری کهکشانی جریان دارد و داستان استاد جدای کوای‌گان جین و شاگردش اوبی-وان کنوبی را روایت می‌کند که سعی دارند از ملکه پدمه آمیدالا محافظت کنند و امید دارند پایانی مسالمت‌آمیز را بر مناقشهٔ تجاری میان سیاره‌ها فراهم کنند. در همین حین برده‌ای جوان به‌نام آناکین اسکای‌واکر، که توانایی بالایی در دست‌یابی به نیرو دارد، به آن‌ها ملحق می‌شود و مدتی بعد از بازگشت مرموزانه سیت‌ها آگاه می‌شوند.
در پی انتشار بازگشت جدای (۱۹۸۳)، لوکاس انگیزه‌ای برای بازگشت به این فرنچایز و ادامهٔ داستان فیلم بازگشت جدای را نداشت. پیشینهٔ داستانی که او در مورد آناکین خلق کرد، علاقه‌اش را به ساخت یک سه‌گانهٔ پیش‌درآمد از جنگ ستارگان برانگیخت. لوکاس بعد از اینکه فهمید تصویر تولیدشده توسط کامپیوتر (CGI) برای جلوه‌های بصری سه‌گانهٔ پیش‌درآمد به سطحی که او می‌خواست ارتقا یافته، نوشتن داستان تهدید شبح را در سال ۱۹۹۳ آغاز کرد و مراحل توسعهٔ آن در سال ۱۹۹۴ آغاز شد. مراحل فیلم‌برداری در ۲۶ ژوئن ۱۹۹۷ در مکان‌هایی از جمله استودیوی فیلم لیواسدن و صحرای تونس آغاز شد و در ۳۰ سپتامبر به پایان رسید. این فیلم اولین تجربهٔ کارگردانی لوکاس پس از ۲۲ سال وقفه در پی انتشار فیلم اصلی جنگ ستارگان در سال ۱۹۷۷ بود.
تهدید شبح در ۱۹ مهٔ ۱۹۹۹، تقریباً ۱۶ سال پس از بازگشت جدای، در سینماها اکران شد. اولین نمایش این فیلم بازتاب گسترده‌ای در رسانه‌ها داشت و به‌دلیل فرهنگ گسترده‌ای که بعد از حماسهٔ جنگ ستارگان بسط داده بود، بسیار مورد انتظار بود. تهدید شبح نقدهای ضد و نقیضی از منتقدان دریافت کرد. جلوه‌های بصری، سکانس‌های اکشن، موسیقی و نقش‌آفرینی لیام نیسون با ستایش منتقدان همراه بود و عمدتاً برای فیلم‌نامه، شخصیت‌پردازی، روند و شخصیت جار جار بینکس مورد انتقاد قرار گرفت. تهدید شبح با وجود این انتقادات در گیشه با موفقیت همراه بود و در طول اولین نمایش خود رکوردهای متعددی را شکست. این فیلم در طول اکران اولیه خود در سراسر جهان بیش از ۹۲۴٫۳ میلیون دلار فروش داشت و به پرفروش‌ترین فیلم ۱۹۹۹ و دومین فیلم پرفروش در سراسر جهان و آمریکایی شمالی (بعد از تایتانیک) تبدیل شد و در آن زمان پرفروش‌ترین فیلم این فرنچایز بود. نسخهٔ سه‌بعدی این فیلم که در سال ۲۰۱۲ منتشر شد ۱۰۲ میلیون دلار فروش داشت و فروش کلی فیلم را به ۱ میلیارد دلار رساند. دنباله‌های فیلم با عنوان‌های حمله کلون‌ها (۲۰۰۲) و انتقام سیت (۲۰۰۵) منتشر شدند و در نهایت سه‌گانهٔ پیش‌درآمد را تکمیل کردند.

## داستان
فدراسیون تجارت نظم را در جمهوری کهکشانی با محاصره سیاره نابو، در آماده‌سازی برای تهاجم تمام عیار، برهم می‌زند. رهبر جمهوری، صدراعظم والوروم، استاد جدای کوای‌گان جین را با شاگردش اوبی‌وان کنوبی برای مذاکره با رئیس فدراسیون تجارت، نیت گانری، اعزام می‌کند. دارت سیدیوس، لرد سیت و حامی مخفی فدراسیون تجارت، به رئیس فدراسیون دستور می‌دهد که از طریق لشکری از درویدهای جنگی دو جدای را سر به نیست کند. جدای‌ها فرار و به نابو می‌گریزند و در آنجا کوای‌گان جارجار بینکز، یکی از گانگان‌های طرد شده، را نجات می‌دهد. جار جار برای جبران عمل کوای‌گان جدای‌ها را به اوت گانگا، شهر زیر آبی گانگان‌ها، می‌برد. جدای‌ها در متقاعد رهبر گانگان‌ها، رئیس ناس، در کمک به ساکنان سطح سیاره موفق نمی‌شوند، اما موفق می‌شوند اجازه رفتن به تید، پایتخت شهر نابو، از طریق حمل و نقل آبی با راهنمایی جار جار را به دست آورند. پس از نجات ملکه پدمه آمیدالا، گروه با سفینه سلطنتی او از نابو فرار می‌کنند و سفینه را به سمت سیاره کوروسکانت، پایتخت جمهوری، هدایت می‌کنند.
سفینه در عبور از محاصره فدراسیون، در تیراندازی متقابل آسیب می‌بیند و هایپردرایو آن خراب می‌شود. گروه برای تعمیر در سیاره بیابانی دورافتاده تاتویین، واقع در خارج از حوزه قضایی جمهوری، فرود می‌آیند. کوای‌گان، جار جار، دروید آر تو دی تو، و پدمه، در پوشش یک خدمتکار، از شهرک موس اسپا دیدن می‌کنند تا یک قطعه جدید برای هایپردرایو سفینه خریداری کنند. آنها با یک دلال سمساری، واتو، و برده نه ساله‌اش، آناکین اسکای واکر، خلبان و مهندس با استعدادی که دروید تشریفات سی‌تری‌پی‌او را ساخته است، روبرو می‌شوند. کوای‌گان حضور قوی نیرو را در آناکین حس می‌کند و متقاعد می‌شود که او همان «برگزیده» پیشگویی شده است که قرار است تعادل را به نیرو بازگرداند. با امتناع واتو از پذیرش ارز جمهوری، کوای‌گان هم هایپردرایو مورد نیاز و هم آزادی آناکین را بر سر یک مسابقه رانندگی شرط‌بندی می‌کند. آناکین در مسابقه برنده می‌شود و به گروه می‌پیوندد تا به عنوان جدای آموزش ببیند و مادرش شمی را ترک می‌کند. کوای‌گان در مسیر رسیدن به کشتی فضایی خود مورد حمله دارت ماول، شاگرد سیدیوس، قرار می‌گیرد که برای گرفتن آمیدالا فرستاده شده بود. کوای‌گان، پس از یک دوئل کوتاه شمشیر نوری با ماول، به همراه سایرین با سفینه فرار می‌کنند.
کوای‌گان و اوبی وان پدمه را تا کوروسکانت همراهی می‌کنند تا نزد والوروم و سنای کهکشانی از مردم خود دفاع کند. کوای‌گان از شورای جدای درخواست می‌کند تا آناکین را به عنوان جدی آموزش دهد، اما شورا با نگرانی از آسیب‌پذیر بودن آناکین در مقابل بخش تاریک نیرو، خواسته او را رد می‌کند. اما کوای‌گان قول داد که آناکین را به عنوان شاگرد جدید خود انتخاب کند. در همین حال، پالپاتین، سناتور نابو، آمیدالا را متقاعد می‌کند که برای انتخاب رهبر تواناتر و حل بحران، خواستار رای عدم اعتماد به والوروم شود. اگرچه آمیدالا در تلاش برای رای‌گیری موفق است، اما از فساد در سنا ناامید می‌شود و تصمیم می‌گیرد به نابو بازگردد. شورای جدای به کوای‌گان و اوبی وان دستور می‌دهد تا ملکه را همراهی کنند و در مورد بازگشت سیث‌ها، که گمان می‌رفت بیش از یک هزار سال منقرض شده‌اند، تحقیق کنند.
در نابو، پدمه از هویت اصلی خود به عنوان ملکه در برابر گانگان‌ها رونمایی کرده و آنها را متقاعد می‌کند که با یکدیگر علیه فدراسیون تجارت متحد شوند. جار جار ژنرال می‌شود و در نبرد علیه درویدهای جنگی به قبیله خود می‌پیوندد. درحالی که پادمه جستجو برای گانری را در تد رهبری می‌کند. در طی یک نبرد در آشیانه، آناکین به سمت یک سفینه جنگنده فرار و به‌طور تصادفی خلبان خودکار آن را فعال می‌کند و به نبرد علیه سفینه کنترلی دروید فدراسیون می‌رود و ناخواسته باعث تخریب آن از درون می‌شود و ارتش دروید را غیرفعال می‌کند. در همین حال، دارت ماول به کاخ تد نفوذ می‌کند و با کوای‌گان و اوبی وان در یک دوئل شمشیر نوری درگیر می‌شود و زخم مهلکی به کوای‌گان می‌زند اما توسط اوبی وان به دو نیم تقسیم می‌شود. کوای‌گان در آخرین لحظات عمر خود از اوبی وان می‌خواهد که آناکین را آموزش بدهد.
پس از نبرد، گانری توسط جمهوری دستگیر و پالپاتین به عنوان صدراعظم انتخاب می‌شود. استاد بزرگ یودا اوبی وان را به درجه شوالیه جدای ارتقا می‌دهد و با اکراه آناکین را به عنوان شاگرد اوبی وان می‌پذیرد. مراسم تشییع جنازه‌ای برای کوای‌گان، با شرکت جدای‌های دیگر، برگزار می‌شود. جدای‌ها معتقدند که هنوز یک سیث باقی مانده است. در طی یک رژه جشن در نابو، پدمه برای برقراری صلح و سپاس گذاری هدیه‌ای به رئیس ناس و گانگان‌ها می‌دهد.

## بازیگران
- لیام نیسون در نقش کوای‌گان جین، یک استاد جدای است که مهارت‌های آناکین جوان را می‌یابد و در برابر اعتراضات محفل جدای اصرار دارد تا آناکین آموزش ببیند.
- ایوان مک‌گرگور در نقش اوبی‌وان کنوبی یک شاگرد جدای است. مک‌گرگور در یک فهرست پنجاه بازیگر برای مقایسه با جوانی الک گینس مقایسه شد تا باورکردنی باشد.[۱۳] او همچنین کارهای گینس را مطالعه کرد تا بتواند در فیلم هرچه بهتر ایفای نقش کند.
- ناتالی پورتمن در نقش پدمه آمیدالا ملکه ۱۴ ساله سیاره نابو است. پورتمن گفت: «این بسیار شگفت‌انگیز است که در نقش ملکه جوان و قدرتمند را بازی کند. این برای خانمان جوان خوب است که زنی قدرتمند و همچنین هوشمند و پیشوا را ببینند.»[۱۴]
- جیک لوید در نقش آناکین اسکای‌واکر یک کودک ۹ ساله که رویاهای جدای شدن را دارد. ریک مک‌کالوم می‌گوید لوید «هوشمند، ناراحت و عاشق لوازم مکانیکی است. درست مانند آناکین»
- یان مک‌دیارمید در نقش سناتور پالپاتین سناتور نابو که توسط مجلس جمهوری است. مک‌دیارمید هنگامی که فهمید می‌خواهد در فیلم بازی کند شگفت زده شد؛ زیرا گمان می‌کرد بازیگری جوان جای او را خواهد گرفت.[۱۵]
- آنتونی دنیلز در نقش صدای سی‌تری‌پی‌او، رباتی که توسط آناکین ساخته شده است.
- کنی بیکر در نقش آر تو-دی تو یک ربات درون سفینه پدمه آمیدالا خدمت می‌کند.
- پرنیلا آگوست در نقش شمی اسکای واکر، مادر آناکین که برای آینده فرزندش نگران است و سرانجام حاضر به وداع با فرزندش می‌شود.
- فرانک اوز در نقش صدای یودا رهبر محفل جدای که عروسک آن توسط نیک دودمان و برگرفته شده از طراحی اصلی استوارت فریبورن ساخته شده است. وارویک دیویس نقش یودا را در هنگامی که می‌خواست اوبی‌وان را به شوالیه تبدیل کند، بازی کرد.[۱۶]
- احمد بست در نقش جار جار بینکس یک گونگان دست و پا چلفتی که از قبیله خود تبعید شده و با گوای‌گان و اوبی‌وان همراه می‌شود.
- الیور فورد دیویس به سیو بیبل فرماندار نابو.
- هیو کوارشی در نقش کاپیتان پاناکا، رئیس امنیت ملکه آمیدالا در کاخ تید.
- ساموئل ال. جکسون در نقش میس ویندو، یکی مقام عالی مرتبه شورای جدای که او نیز با آموزش آناکین مخالف است.
- ری پارک در نقش دارث ماول یک شاگرد سیت لرد خبیث سیدیوس است که از شمشیر نوری دو طرفه استفاده می‌کند.
- ترنس استامپ در نقش صدر اعظم والورم که از اوبی‌وان و گوای‌گان تقاضا دارد با نایب السلطنه فدراسیون تجاری مذاکره کنند.
- کیرا نایتلی در نقش پلایس سابا، یکی از خدمتگذاران ملکه آمیدالا.
- سیلاس کارسن نائب فدراسیون تجاری که منجر حمله به نابو می‌شود.

## موسیقی
موسیقی اپیزود اول جنگ ستارگان: تهدید شبح، مانند فیلم‌های قبلی جنگ ستارگان، توسط جان ویلیامز ساخته و رهبری شد. او آهنگسازی را در اکتبر ۱۹۸۸ شروع کرد و شروع به ضبط موسیقی با صدای لندن و ارکستر سمفونیک لندن در ابی رود استودیوز در ۱۰ فوریه ۱۹۹۹ کرد. ویلیامز تصمیم گرفت از ابزارهای الکترونیکی مانند سینث‌سایزرها برای تقویت صدا و قطعات کرال برای «گرفتن نیروی جادویی و عرفانی که ممکن است یک ارکستر معمولی قادر به ارائه آن نباشد»، و ایجاد فضایی که «اسرارآمیزتر و عرفانی تر و کمتر نظامی تر» از سه‌گانه اصلی باشد، استفاده کند. یکی از برجسته‌ترین آهنگ‌ها «Duel of the Fates» است که از گروه کر برای دادن حسی مذهبی و معبد مانند به دوئل حماسی شمشیر نوری استفاده می‌کند. آهنگ به یک موزیک ویدیو ساخته شد. ویلیامز در حین ساخت تم آناکین سعی کرد معصومیت دوران کودکی خود را منعکس کند و با استفاده از قسمت‌های جزئی «The Imperial March» در ملودی، تبدیل شدن او را به دارث ویدر پیش‌بینی کند.
موسیقی متن فیلم توسط سونی کلاسیک رکوردز در ۴ مه ۱۹۹۹ منتشر شد. در این نسخه قطعات به ترتیبی که در فیلم پخش شده قرار نگرفته‌اند و بسیاری از قطعات، به دلیل محدودیت حجم لوح فشرده، حذف شد. دو دیسک «نسخه نهایی» در ۱۴ نوامبر ۲۰۰۰ منتشر شد. این مجموعه دارای تمام قطعات موسیقی است و شامل تمام ویرایش‌ها و حلقه‌هایی است که برای میکس صدا ساخته شده‌اند.